# 이스라엘리 크라브마가
이스라엘리 크라브마가(Israeli Krav Maga Association)는 크라브 마가 창시자 '이미 리치텔필드(Imi Lichtenfeld)' 와 '하임 기드온(Haim Gidon)'이 설립한 세계 최초의 크라브마가 교육 협회이다.
1978년에 세워졌으며 1대 협회장인 '이미 리치텐필드' 사망 후 현재 '하임 기드온'이 협회장으로 있다.
하임 협회장은 창시자가 공인한 유일한 크라브마가 10단(그랜드마스터)이며 그랜드 마스터란 칭호는 통상 크라브마가 세계에서 블랙벨트 6~7단 이상일 때 사용하고 있다.
이스라엘 정부에서 가장 공인하는 협회이며 협회장 '하임 기드온'은 이스라엘의 윈 게이트(이스라엘 국립 군사.체육연구소 및 대학)의 크라브마가 관련 대위원으로 활동 중이다.
세계적으로 활동하는 여러 협회(KMG, KMW, IKMF 등)의 협회장들은 대부분 IKMA 출신이기도 하다.